# Bureau International de l'Heure
Il "Bureau International de l'Heure" (acronimo: BIH o ITB in riferimento al nome in lingua inglese: International Time Bureau), con sede all'Osservatorio di Parigi, è stato per lungo tempo l'ufficio internazionale responsabile del raccordo tra le diverse misurazioni del tempo universale. L'ufficio ha anche svolto un ruolo importante nelle ricerche sul tempo. Nel 1987 le sue competenze sono state rilevate dal "Bureau international des poids et mesures" (BIPM) e dall'International Earth Rotation and Reference Systems Service (IERS).

## Storia
La creazione della BIH fu decisa durante la "Conférence internationale de l'heure radiotélégraphique" del 1912. L'anno successivo si tentò di regolamentare lo status internazionale dell'ufficio attraverso la creazione di una convenzione internazionale. Tuttavia, la convenzione non fu ratificata dai suoi paesi membri a causa dello scoppio della prima guerra mondiale. Nel 1919, dopo la guerra, si decise di fare dell'ufficio l'organo esecutivo della "Commissione internazionale del Tempo", una delle commissioni dell'allora neonata "Unione Astronomica Internazionale" (UAI).
Dal 1956 al 1987 il BIH ha fatto parte della "Federation of Astronomical and Geophysical Data Analysis Services" (FAGS). Nel 1987 il BIPM ha assunto il compito dell'ufficio di raccordare tra di loro i vari sistemi di misura del Tempo Universale. I suoi compiti relativi alla correzione del tempo rispetto al sistema di riferimento celeste e alla rotazione terrestre sono stati presi in carico dallo IERS.